# Oratorio di San Lupo
L'oratorio di San Lupo era un edificio di culto di Bergamo. L'edificio, sconsacrato, viene gestito dalla Fondazione Adriano Bernareggi per mostre espositive d'arte moderna.
La struttura dell'edificio con i matronei settecenteschi rendono l'edificio unico di indubbio valore artistico e architettonico.

## Storia
Non è possibile conoscere la data esatta di costruzione dell'oratorio, vi sono indicazioni che vi era in tempo paleocristiano un fabbricato che secondo la descrizione dello storico Francesco Tassi, aveva la forma di catacombe. Forse era solo una piccola cappella intitolata al santo adiacente alla chiesa parrocchiale di Sant'Alessandro della Croce, unita attraverso un corridoio che si collega al transetto sinistro della basilica, o forse cappella interna dell'antica area cimiteriale.
Nel 1734 l'edificio fu modificato e riedificato su progetto dell'architetto Ferdinando Caccia pur continuando ad avere funzioni cimiteriali come indicato in un documento del 1779 conservato nell'archivio parrocchiale che lo cita: cimitero della parrocchia. Vi è inoltre conservata nel corridoio di collegamento, la presenza di una lapide sepolcrale. 
Dal 1739 la chiesa fu sede della congregazione dei giovani Figlioli, composta da laici che si riunivano nei giorni festivi per lezioni spirituali e il pio ragionamento. La congregazione dedicata all'Immacolata Concezione, recitava le litanie alla Madonna durante le funzioni ecclesiastiche. Vi erano due opere pittoriche che raffiguravano i santi Luigi Gonzaga e san Stanislao Kostka, che essendo morti in giovane età, erano vicini alla congregazione. Le tele, poi disperse, furono citate nella visita pastorale del vescovo Pietro Luigi Speranza del 1857.

## Descrizione

### Facciata
Il fronte principale si affaccia su via San Tomaso, ed è particolarmente imponente, a effetto, così voluto dall'architetto Caccia per stupire tra i maestosi e monumentali palazzi cinquecenteschi di via Pignolo. L'aspetto non indica all'osservatore, la destinazione dell'intero edificio. La facciata si presenta neoclassica, con quattro colonne in mattoni stuccati di grandi dimensioni di cui quelle due laterali si compongono solo per un quarto, mentre quelle due centrali si uniformano con la facciata vera e propria. Le colonne reggono la trabeazione dove vi è la scritta a caratteri cubitali: DIVO LUPO BERGOMATUM DUCI antica dedicazione al santo che viene indicato come duca. La facciata è completata da otto finestre quadrate disposte su tre ordini complete di inferriate e di contorni in pietra. Sul lato destro vi è la porta d'ingresso, di piccole dimensioni, completa di paraste e architrave sempre in pietra. Lo zoccolo di una colonna riporta la scritta, che ne descrive le caratteristiche e l'anno di creazione: OPUS HOC TETRASTYLO TUSCANICUM FACTUM ANNO MDCCXXXIV.

### Interno
Superata la piccola porta d'ingresso si percorre un breve corridoio che conduce nell'aula della chiesa. L'unica navata, di piccole dimensioni è caratterizzata dalla particolare altezza che raggiunge tutto l'edificio. L'aula presenta arcate sovrapposte che per la parte inferiore sono cieche, divise da lesene scanalate complete di capitelli ionici, formando nel piano superiore un loggiato che si sviluppa su due livelli, riproponendo un ambiente molto teatrale. Nella parte inferiore centrale, di fronte all'ingresso vi è l'altare maggiore inserito in una nicchia, che originariamente era completo della tela San Lupo e san Filippo Neri. La parte superiore del loggiato corrispondente all'altare, ospita il dipinto della Crocifissione con due angeli addolorati ai lati. Il loggiato prosegue con gli affreschi raffigurando gli arnesi della passione e Cristo sanguinante. Una lapide tombale è posta sulla pavimentazione dell'aula e presenta la scritta ET EXPECTO RECURRECTIONEM MORTUORUM. Due scale laterali conducono ai matronei.
Il soffitto ospita affreschi settecenteschi raffigurante santa Grata che raccoglie il capo mozzato di sant'Alessandro di Bergamo.